# New York Dolls (album)
Az 1973-as New York Dolls a New York Dolls első nagylemeze. Az album protopunk hangzása keveredik a glam rock és a rock and roll sajátosságaival. 2003-ban 213. lett a Rolling Stone magazin Minden idők 500 legjobb albuma listáján, míg a Personality Crisis a 267. helyet szerezte meg a Minden idők 500 legjobb dala listán. Az album szerepel az 1001 lemez, amit hallanod kell, mielőtt meghalsz című könyvben.

## Az album dalai
| 1. | Personality Crisis   | David Johansen, Johnny Thunders | 3:43 |
| 2. | Looking for a Kiss   | Johansen, Thunders              | 3:20 |
| 3. | Vietnamese Baby      | Johansen                        | 3:39 |
| 4. | Lonely Planet Boy    | Johansen, Thunders              | 4:10 |
| 5. | Frankenstein (Orig.) | Johansen, Sylvain Sylvain       | 6:00 |

| 1. | Trash         | Johansen, Sylvain     | 3:09 |
| 2. | Bad Girl      | Johansen, Thunders    | 3:05 |
| 3. | Subway Train  | Johansen, Thunders    | 4:22 |
| 4. | Pills         | Bo Diddley            | 2:49 |
| 5. | Private World | Johansen, Arthur Kane | 3:40 |
| 6. | Jet Boy       | Johansen, Thunders    | 4:40 |

## Helyezések
| Év   | Lista         | Helyezés |
| ---- | ------------- | -------- |
| 1973 | Billboard 200 | 116      |

## Közreműködők
- David Johansen – ének, szájharmonika, gong
- Johnny Thunders – szólógitár, vokál
- Sylvain Sylvain – ritmusgitár, zongora, vokál
- Arthur "Killer" Kane – basszusgitár
- Jerry Nolan – dob

### További zenészek
- Todd Rundgren – zongora, billentyűk, moog szintetizátor
- Buddy Bowser – szaxofon
- Alex Spyropoulos – zongora

## Fordítás
Ez a szócikk részben vagy egészben a New York Dolls (album) című angol Wikipédia-szócikk ezen változatának fordításán alapul.  Az eredeti cikk szerkesztőit annak laptörténete sorolja fel. Ez a jelzés csupán a megfogalmazás eredetét és a szerzői jogokat jelzi, nem szolgál a cikkben szereplő információk forrásmegjelöléseként.